# Seyssuel
Seyssuel ist eine französische Gemeinde mit 2.168 Einwohnern (Stand: 1. Januar 2022) im Département Isère in der Region Auvergne-Rhône-Alpes. Sie gehört zum Arrondissement Vienne und zum Kanton Vienne-1.

## Geographie
Die Gemeinde Seyssuel liegt rund 22 Kilometer südlich von Lyon auf einem Plateau 150 m über dem Rhône-Ufer an der Grenze zum Département Rhône. Umgeben wird Seyssuel von den Nachbargemeinden Communay im Norden, Chuzelles im Osten und Nordosten, Vienne im Süden und Südosten, Saint-Romain-en-Gal im Süden und Südwesten, Loire-sur-Rhône im Westen sowie Chasse-sur-Rhône im Nordwesten. Durch die Gemeinde führen die Autoroute A7 entlang dem Flussverlauf und die Route nationale 7 am Ostrand der Gemeinde.

## Bevölkerungsentwicklung
| Jahr                       | 1962 | 1968 | 1975 | 1982 | 1990 | 1999 | 2006 | 2013 | 2021 |
| -------------------------- | ---- | ---- | ---- | ---- | ---- | ---- | ---- | ---- | ---- |
| Einwohner                  | 747  | 801  | 1194 | 1345 | 1696 | 1889 | 1951 | 2024 | 2080 |
| Quellen: Cassini und INSEE |      |      |      |      |      |      |      |      |      |

## Sehenswürdigkeiten
- Ruine der Burg Seyssuel, für den Erzbischof von Vienne errichtete Festungsanlage, seit 1994 Monument historique
- Himmelfahrtskirche (Église de l’Assomption)
- Wasserturm

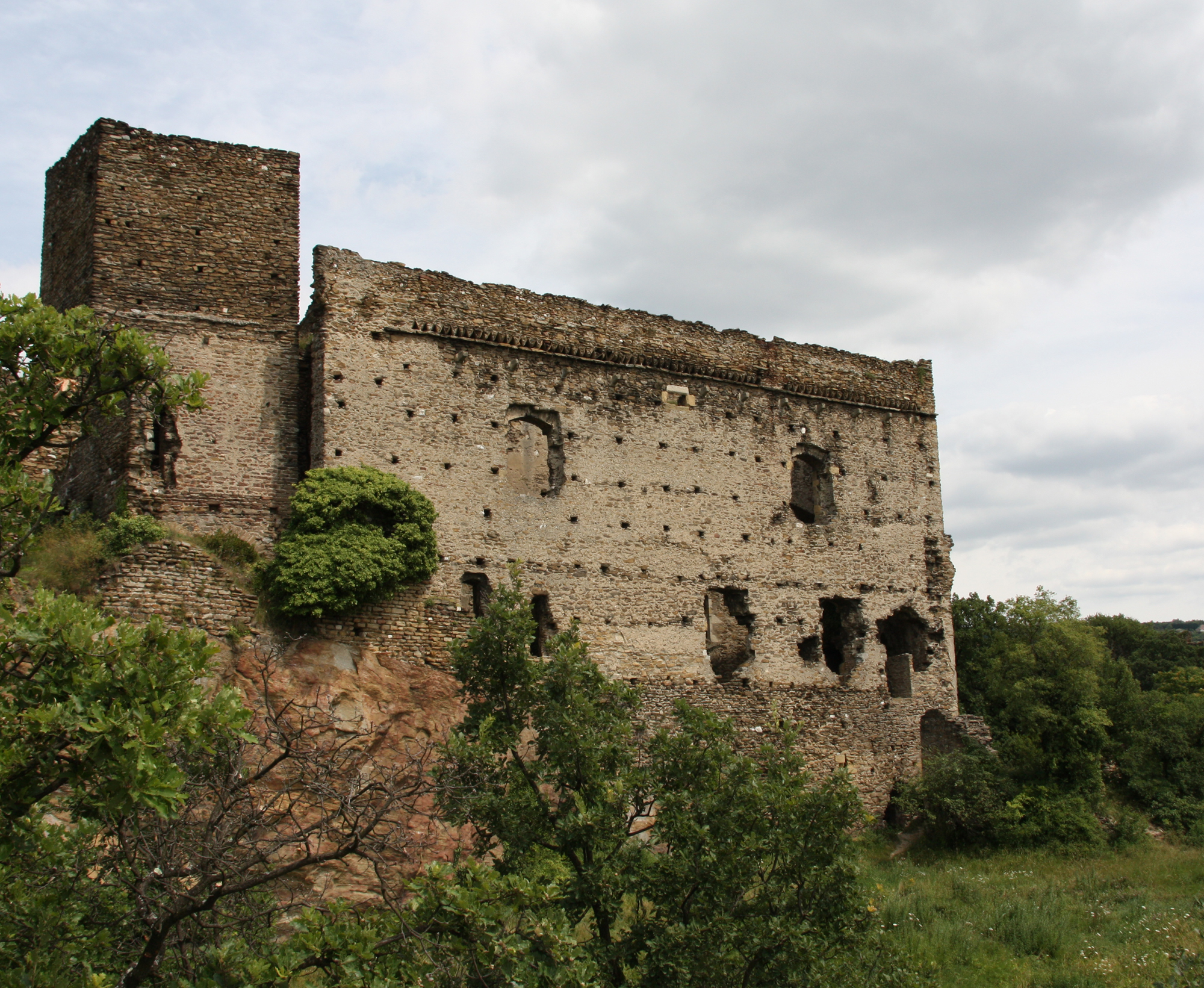
Burgruine Seyssuel
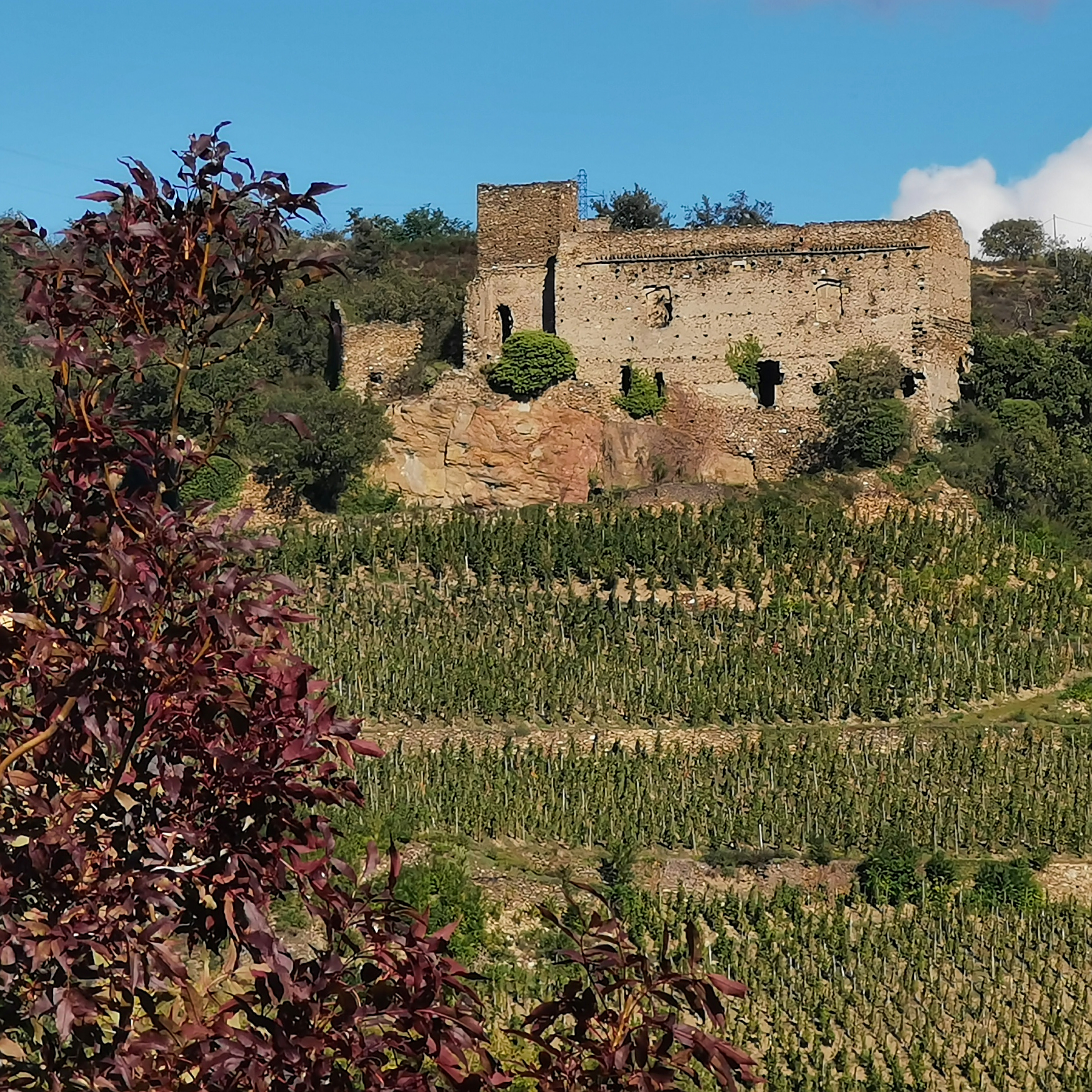
Weinreben vor der Burgruine